# 四零五零
四零五零人員，泛指在中国大陆於1950到1960年代出生，在2000年代時年龄介乎40岁到60岁之间（严格认定为：女性40岁以上、男性50岁以上），尚未达到退休年龄或条件，难以在劳动力市场竞争就业的一群社会人士，他们主要是因为國企改革而成为失业大军的主体，進而衍生很多社會問題，並广受关注。

## 经历
大多数四零五零主要经历过几段不寻常的历史。
- 红卫兵
- 上山下乡
- 計劃生育
- 国企改革及下岗失业
- 醫療及養老問題。

## 状况
四零五零人群在青少年时期由于文化大革命而没有受到良好的教育，由政府分配至工厂工作。在90年代开始，因国有企业改革而陆续下岗失业，至2000年代初成为下岗高峰并结束及全面推出社会。因为4050人群同時要肩负家庭經濟，且兒女尚處於求學階段，精神压力大，生活水平差。他們的再就业问题是中国城镇的困难问题之一。
在2012年11月的中共十八屆一中全會上，身為四零五零人士的習近平首次被選定成為中共中央總書記和中央軍委主席，成為第五代最高領導人。尽管目前一些50人士（女性）開始陸續退休，但目前就业壓力未有減少。

## 社会帮扶
四零五零人群的就业和生活困难令中国各地方政府出台相关政策和措施，如上海等市推出四零五零工程促进再就业，海城等城市对四零五零人员实行缴纳养老金补贴优惠，减轻经济负担。
特别是2008年全球经济不景气的大环境下，各地政府加大了对四零五零人员再就业帮扶的力度，共同应对经济困难时期。